# Ásgeir Ásgeirsson
Ásgeir Ásgeirsson (Mýrir, 13 maggio 1894 – 15 settembre 1972) è stato un politico islandese, secondo presidente dell'Islanda dal 1952 al 1968.

## Biografia
Dopo aver studiato con successo teologia presso l'Università d'Islanda a Reykjavík e laureatosi nel 1915, venne considerato troppo giovane per essere ordinato sacerdote.
Venne eletto nel parlamento (Althing) nel 1923 all'età di 29 anni nelle liste del partito progressista. Divenne portavoce del parlamento a Thingvellir in occasione delle celebrazioni del millesimo anniversario dell'Althing nel 1930. Viene nominato ministro delle finanze nel 1931 e capo di governo (primo ministro) nel 1932.
Lascia il partito progressista nel 1934, e si candida come indipendente alle elezioni, rimanendo nel parlamento fino al 1952, quando viene eletto presidente della repubblica.
Venne rieletto a tale carica nel 1956, 1960 e 1964.
Membro della massoneria, fu Gran maestro della Gran Loggia d'Islanda.

## Onorificenze

### Onorificenze islandesi
Personalmente è stato insignito del titolo di: